# Dordtse Puienprijs
De Dordtse Puienprijs  is een Nederlandse prijs die wordt toegekend door de Vereniging Oud-Dordrecht in Dordrecht voor op verantwoorde wijze uitgevoerde restauraties van gevels van bedrijfspanden en woningen, vooral in de binnenstad van Dordrecht.
De prijs werd ingesteld in 2017 toen de Vereniging Oud-Dordrecht 125 jaar bestond. De prijs wordt om de twee jaar uitgereikt en bestaat uit een beeldje en een oorkonde. Naast deze prijs is er een publieksprijs in de vorm van een oorkonde. De Dordtse Puienprijs is geïnspireerd op de Puienprijs die door de Historische Vereniging Almaar in 2000 werd ingesteld.

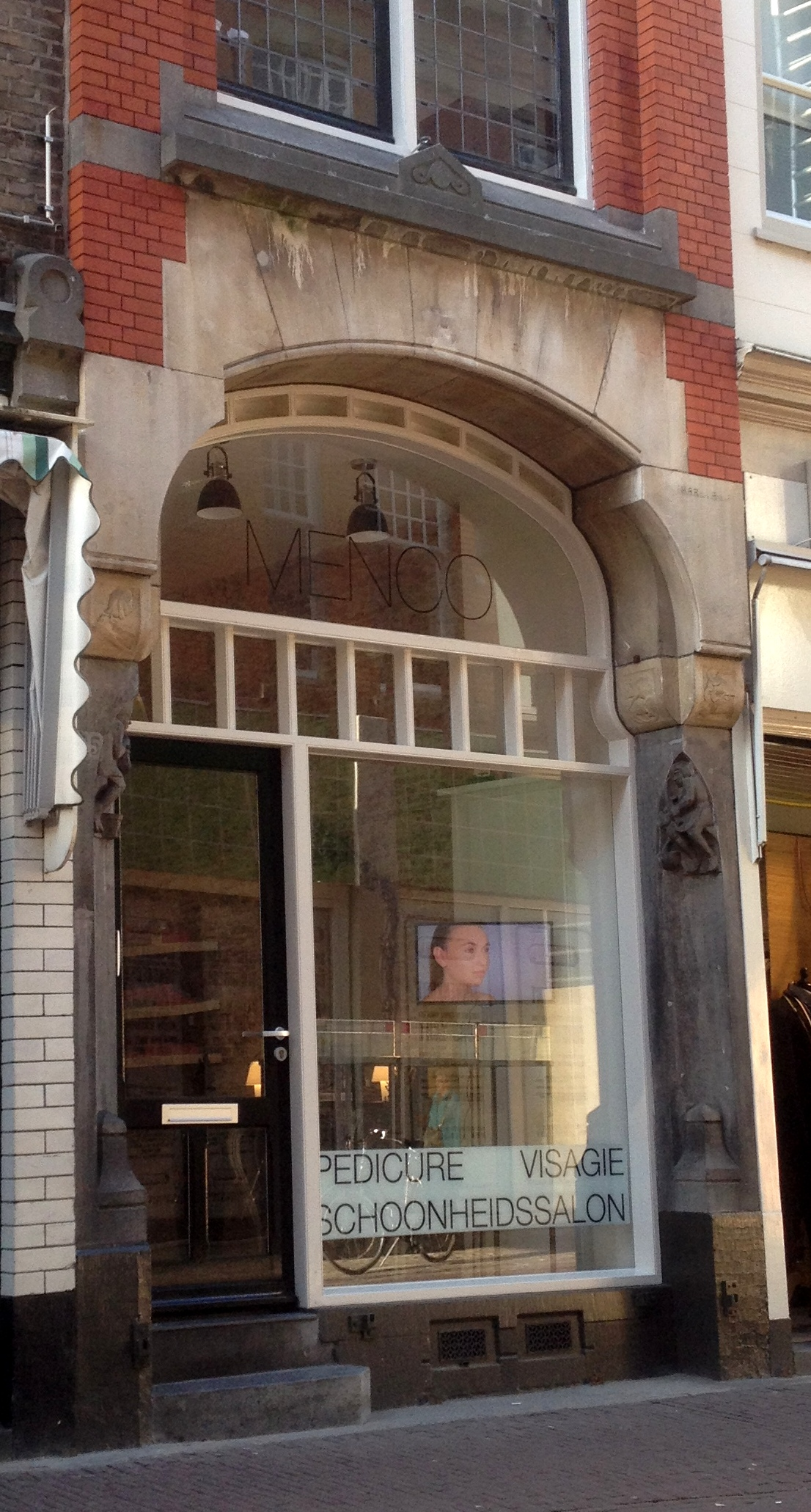
Voorstraat 273

## Puienprijs 2017
In 2017 kreeg het winkelpand Voorstraat 273 de Dordtse Puienprijs. De oorspronkelijke winkelpui, een ontwerp van de Dordtse architect Hendrik Reus was al jaren ontsierd door onder meer grote lichtbakken. De houten invulling van de pui werd teruggebracht en het beeldhouwwerk van de kunstenaar Lambertus Zijl werd weer zichtbaar gemaakt.
De publieksprijs werd in 2017 uitgereikt voor de drie winkelpanden Vriesestraat 38/40/42. De eigenaar van drie belendende panden die als een enkele winkel in gebruik zijn liet de afzonderlijke gevels met hun eigen stijl intact.

## Puienprijs 2019
De Puienprijs 2019 werd uitgereikt in de categorieën 'woon-winkelhuis' en 'herbestemming'. In de categorie 'woon-winkelhuis' ging de Puienprijs naar 'Visstraat 27'. Dit pand werd in 1919 in de art-decostijl als damesmodehuis ontworpen door de Amsterdamse architect A. Jacot. De opdracht hiertoe werd verstrekt door J.F.A. Busch. Het werd in 2016-2017 gerestaureerd voor gebruik als herenmodezaak door de firma Jacques Hensen. De prijs in de categorie 'herbestemming' ging naar Binnen Kalkhaven 5abc. Dit pand werd in 1912 gebouwd als pakhuis voor de ijzerhandel en werd in de periode 2017-2019 verbouwd tot woonhuis. 
De publieksprijs 2019 werd in de categorie 'woon-winkelhuis' gewonnen door Voorstraat 341 en in de categorie 'herbestemming' door de Nieuwe LTS aan de Reeweg Oost 123. Deze ambachtsschool werd in 1918 gebouwd en is ontworpen door de Dordtse architect B. van Bilderbeek en H.A. Reus Het is een rijksmonument. In het pand kwamen appartementen en ateliers.

## Puienprijs 2021
In 2021 werd de prijs in de categorie 'woon- winkelpand'  uitgereikt voor Voorstraat 302-304. De architect A. Schmidt bouwde hier omstreeks 1928 een winkelpand in de stijl van de  Amsterdamse School. In het pand was jarenlang de textielzaak Zeeman gevestigd met de kenmerkende gele kleur en naam aan de voorgevel. Ook de publieksprijs 2021 ging naar deze verbouwing.
In de categorie 'herbestemming' ging de Puienprijs naar Oranjelaan 11. Dit was het voormalige 12,5 KV schakelstation voor electriciteit. Het werd in 1949 geopend en was een ontwerp van de architect George Hamerpagt. Het is herbestemd als gezondheidscentrum. Ook de publieksprijs ging naar dit pand.

## Puienprijs 2023
De Puienprijs 2023 werd in de categorie 'herbestemming' toegekend voor Noordendijk 250. Oorspronkelijk was dit het regiokantoor van de Gemeente. Het kreeg een woonfunctie en ook werd er een school en kinderdagverblijf (IKC Regenboog) in gevestigd. Ook de publieksprijs ging naar dit gebouw.  
In de categorie 'woon- winkelpand' ging de Puienprijs naar het hoekpand Voorstraat 276 / Vriesestraat 1. Dit pand dateert uit 1893 en werd ontworpen door de architect Herman Engelbertus van der Kaa. Het werd ontworpen in opdracht van Antonij Schnabel die er een horlogewinkel vestigde. De publieksprijs in deze categorie ging naar het hoekpand Voorstraat 130 / Mariënbornstraat. Dit pand werd in 1873 ontworpen door de Dordtse architect H.W. Veth.  
In de categorie 'bedrijfspand' ging de Puienprijs naar Museumstraat 65 / Augustijnenkamp 68. Dit pand staat sinds 2002 bekend als de 'Kunstkerk'. Het pand werd oorspronkelijk als kerk voor de Christelijke Gereformeerde Gemeente gebouwd door Arie Schmidt. Ook de publieksprijs ging naar dit gebouw.